# Suldalslågen
Suldalslågen er en flod som løber gennem Suldal i Rogaland fylke i Norge. Den har begynder ved udløbet fra Suldalsvatnet (69 moh.) og munder ud i Sandsfjorden ved byen Sand. Gjuvefoss og Sandsfossen er vandfald i Suldalslågen. Suldalslågen er en meget god lakseelv – særlig ved udløbet nedenfor Sandsfossen – og her er der fanget laks helt op til 34 kilo. Ved Sandsfossen er der et laksestudio hvor man kan studere laksens færd op gennem en laksetrappe.

## Reguleringer
Suldalslågen er reguleret to gange. Ved Røldal-Suldal-udbygningen på 1960'erne blev hele vassdraget ovenfor Suldalsvatnet reguleret, mens der ikke var reguleringer i selve floden. Reguleringen førte imidlertid til større vandføring om vinteren og mindre om sommeren. Ved Ulla-Førre-udbygningen i 1980'erne blev disse to floder overført til Kvilldal kraftværk ved Suldalsvatnet og en væsentlig del af vandet derfra ført i tunnel til Hylen kraftværk inderst i Hylsfjorden, så hele faldet fra Suldalsvatnet ned til havet bliver udnyttet.